# Alfred von Oberndorff
Alfred Maria Fortunatus Franziskus Caesar Graf von Oberndorff (Edingen, 9 dicembre 1870 – Heidelberg, 16 marzo 1963) è stato un diplomatico tedesco.

## Biografia
Dopo aver completato gli studi di giurisprudenza e aver conseguito il dottorato in legge presso l'Università di Heidelberg, Oberndorff entrò nel ministero degli esteri. Dal 1900 fu secondo segretario d'ambasciata a Madrid e dal 1905 primo segretario d'ambasciata a Bruxelles. Nel 1907 si recò nuovamente a Madrid come Botschaftsrat e nel 1910 a Vienna. Dal 1912 al 1916 Oberndorff fu inviato straordinario e ministro plenipotenziario presso la Corte reale norvegese a Oslo e dal 1916 al 1918 inviato a Sofia.
Oberndorff fu commissario del governo del Reich per le questioni di politica estera e co-firmò l'armistizio di Compiègne l'11 novembre 1918. Nel 1920 e nel 1921 fu il primo incaricato d'affari tedesco a Varsavia. Come membro fondatore della Commissione di studio franco-tedesca, negli anni '20 si adoperò per un riavvicinamento tra Germania e Francia.
Oberndorff è sepolto a Neckarhausen.